# Willi Schatz (Filmarchitekt)
Wilhelm „Willi“ Schatz, auch Willy Schatz, (* 9. Juli 1903 in St. Petersburg; † 14. März 1976 in Salzburg) war ein deutsch-baltischer Filmarchitekt.

## Leben
Der gebürtige St. Petersburger wuchs in seiner Heimatstadt und in Riga auf und begann anschließend mit einem Architekturstudium in Danzig. Nach seinem Abschluss als Diplomingenieur 1927 ging Schatz im Jahr darauf nach Erfurt, um dort als Architekt zu arbeiten. Von 1932 bis 1934 war Willi Schatz in Riga bei einem Architekturbüro beschäftigt, ab 1935 wirkte er als freischaffender Architekt. In dieser Eigenschaft entwarf er unter anderem Wohnhäuser, Villen, Industriebauten und eine Zellulosefabrik in Riga. Mit dem Vorrücken der Roten Armee floh Schatz 1944 nach Wien.
Im wiedererstandenen Österreich schuf er zahlreiche Kino-Neubauten in Linz, Salzburg und Hallein, aber auch Privat- und Landhäuser der österreichischen Film- und Bühnenprominenz (Regisseur Géza von Cziffra, Burgtheater-Direktor Ernst Haeussermann, Schauspielerin Heidelinde Weis), ferner eine Gesundheits- und Schönheitsfarm, ein Filmatelier, ein Hotel-Hallenbad, diverse Villen und das Lokal ‘Weißes Rössl’ nahe Paris.
Schatz’ Filmtätigkeit begann kurz nach 1945, als er, neben seinem Architekturberuf, auch noch als Übersetzer (für Russisch, Englisch und Französisch) für die in Auflösung begriffene Wien-Film tätig wurde. Sein Handwerk als Szenenbildner erlernte er bei dem Kollegen Robert Herlth, erste Arbeiten als Assistent bzw. zweiter Architekt in den Jahren 1946 bis 1950 (Glaube an mich, Maresi, Der Engel mit der Posaune, Entführung ins Glück etc.) brachten ihn u. a. mit den in Wien tätigen Filmarchitekten Werner Schlichting, Otto Niedermoser und Gustav Abel zusammen. An der Seite Herlths debütierte Schatz 1950 als Chefarchitekt beim Film.
Schatz bevorzugte vor allem perspektivisch verkürzte Entwürfe, um eine optimale Tiefe des Raumes zu erreichen. Seine eindrucksvollsten Arbeiten wurden die ambitionierte Max-Ophüls-Biographie Lola Montez sowie Fritz Langs bzw. Wilhelm Dieterles exotische Abenteuerzweiteiler Der Tiger von Eschnapur/Das indische Grabmal und Herrin der Welt, für die Schatz in exotischen, fernöstlichen Motiven schwelgen durfte. Darüber hinaus wurde er als zweiter Architekt für internationale, in Mitteleuropa hergestellte Großproduktionen herangeholt wie Kurier nach Triest, Des Teufels Erbe und den letzten Sissi-Film (1957), für die er die Bauten an den Außendrehorten in Salzburg bzw. Süddeutschland und Venedig entwarf.
Mit Beginn der 60er Jahre gestaltete Schatz häufig die Dekorationen für internationale europäische Koproduktionen, darunter mehrmals in Pariser Ateliers hergestellte Filme. Seit den späten 60er Jahren war Schatz angesichts schlechter Auftragslage in den Filmateliers wieder häufiger als freischaffender Architekt tätig, gelegentlich kreierte er auch Dekorationen für historisierende oder operettenhafte TV-Produktionen (G’schichten über Frauen der Geschichte, Komm Zigan).

## Filmografie
- 1950: Das doppelte Lottchen
- 1950: Dämonische Liebe
- 1951: Das weiße Abenteuer
- 1952: Im weißen Rößl
- 1953: Die vertagte Hochzeitsnacht
- 1953: Der unsterbliche Lump
- 1954: Dieses Lied bleibt bei dir
- 1954: Marianne
- 1955: Die Herrin vom Sölderhof
- 1955: Parole Heimat
- 1955: Lola Montez
- 1956: Rosmarie kommt aus Wildwest
- 1956: Liebe, Sommer und Musik
- 1956: Rot ist die Liebe
- 1957: Casino de Paris
- 1957: Blaue Jungs
- 1957: Der Arzt von Stalingrad
- 1958: Heimatlos
- 1958: Der Tiger von Eschnapur
- 1958: Das indische Grabmal
- 1959: Alle lieben Peter
- 1959: Traumrevue
- 1960: Herrin der Welt, zwei Teile
- 1960: Das Spukschloß im Spessart
- 1961: Das Riesenrad
- 1961: Jedermann (zweiter Architekt)
- 1961: Das brennende Gericht (La chambre ardente)
- 1962: Axel Munthe – Der Arzt von San Michele
- 1963: Elf Jahre und ein Tag
- 1964: Vorsicht Mister Dodd
- 1964: Meine Lieder – meine Träume (zweiter Architekt)
- 1964: Onkel Toms Hütte
- 1965: Der Spion, der in die Hölle ging (Corrida pour un espion)
- 1966: Der Weibsteufel
- 1966: Schornstein Nr. 4 (La voleuse)
- 1966: Karriere (À belles dents)
- 1967: Der Lügner und die Nonne
- 1971: Wie bitte werde ich ein Held?